# チェーヴァ
チェーヴァ（伊: Ceva）は、イタリア共和国ピエモンテ州クーネオ県にある、人口約5,800人の基礎自治体（コムーネ）。

## 地理

### 位置・広がり

#### 隣接コムーネ
隣接するコムーネは以下の通り。
- バッティフォッロ
- カステッリーノ・ターナロ
- レゼーニョ
- モンバジーリオ
- ヌチェット
- パロルド
- ペルロ
- プリエーロ
- ロアーショ
- サーレ・デッレ・ランゲ
- サーレ・サン・ジョヴァンニ
- スカニェッロ

## 行政

### 分離集落
チェーヴァには、以下の分離集落（フラツィオーネ）がある。
- Malpotremo, Mollere, Poggi San Siro, Poggi Santo Spirito.

## 姉妹都市
- Le Val、フランス 1992年